# LeRoy Homer Jr.
LeRoy Homer jr. (Plainview, 27 agosto 1965 – Shanksville, 11 settembre 2001) è stato un aviatore statunitense. Era il primo ufficiale del volo United Airlines 93, che la mattina dell'11 settembre 2001 precipitò nei pressi di Shanksville in Pennsylvania, negli attentati dell'11 settembre 2001

## Biografia
LeRoy Homer Jr. nacque a Plainview il 27 agosto 1965, da madre tedesca e padre statunitense, che prestò servizio come soldato nella Germania occidentale. Cresciuto a Long Island nello stato di New York mostrò la sua passione per gli aerei sin dalla tenera età; iniziò collezionando piccoli modellini di aeroplano, si cimentava sulla lettura dei libri di aviazione e amava osservare gli aerei in volo. All'età di 15 anni nel 1980, iniziò a frequentare la locale scuola di aviazione, dove si esercitò per la prima volta su un Cessna 152 per fare pratica. Al termine delle lezioni, svolgeva dei lavori part-time per pagarsi il corso di aviazione. Nel 1981 a soli 16 anni fece il suo primo viaggio da solista in aereo e due anni dopo ottenne il brevetto da pilota. Nel 1987 entrò nell'aeronautica statunitense, e a maggio dello stesso anno si laureò, e successivamente divenne sottotenente dell'aeronautica statunitense. Dopo l'addestramento da pilota nel 1988 fu assegnato alla base dell'aeronautica MgGuire nel New Jersey, dove pilotò un Lockheed C-141 Starlifter. Nel corso della guerra del Golfo fu trasferito per un breve periodo in Somalia, dove sostenne prese parte in alcune operazioni. Al termine della guerra ricevette numerose onorificenze, sia per il coraggio dimostrato in guerra che per la sua determinazione ad affrontare situazioni particolarmente difficili. Nel 1993 venne nominato istruttore, raggiungendo anche il grado di capitano. Nel 1995 venne scelto dalla United Airlines, con l'incarico di secondo ufficiale sul Boeing 727; in seguito tuttavia passo a primo ufficiale, dapprima su Boeing 757 e infine su Boeing 767 fino agli attentati dell'11 settembre.                                                                                                                                                                                                                                        LeRoy Homer Jr. si sposò nel 1998, ed aveva una figlia di nome Laurel nata nel novembre 2000.

### Gli attentati e la morte

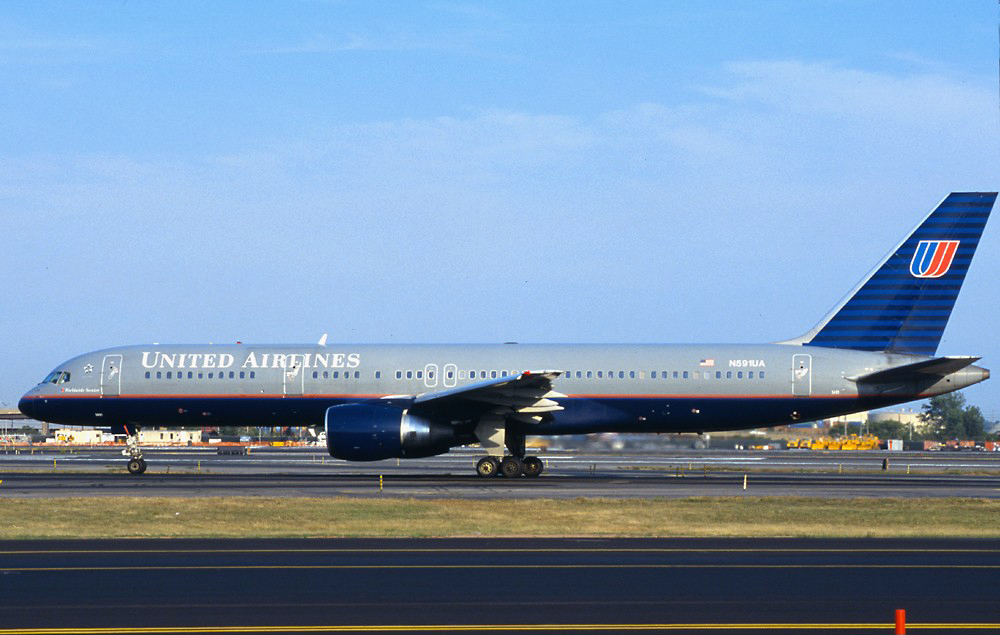
Il volo UA 93 tre giorni prima degli attentati

La mattina dell'11 settembre 2001 in compagnia del secondo ufficiale Jason M. Dahl si imbarcò sul volo United Airlines 93, con destinazione San Francisco. Quella mattina la congestione aerea era molto elevata, quindi il volo partì con oltre 40 minuti di ritardo, alle 08:42 l'aereo decollò. Circa mezz'ora più tardi LeRoy e Dahl ricevettero un avviso dalla torre di controllo con le seguenti parole: 
Subito dopo la conferma del messaggio i due piloti vennero sorpresi dai terroristi, e da come conferma il mayday lanciato probabilmente dallo stesso Homer, vi fu una colluttazione prima che entrambi i piloti venissero uccisi.  L'intera registrazione è stata ascoltata dalla torre di controllo del traffico aereo. Non fu mai appurato in quale esatto momento i terroristi assaltarono l'equipaggio, secondo molte ipotesi l'aereo sarebbe stato dirottato intorno alle 09:28, quando venne lanciato il primo messaggio di allarme. I passeggeri vennero spostati verso la coda dell'aereo sotto la minaccia di coltelli e bombe. Dopo aver appreso tramite telefono che altri aerei erano stati dirottati e fatti schiantare contro degli edifici, i passeggeri decisero di fare qualcosa per bloccare i dirottatori e così dopo una breve preghiera iniziarono a bloccare i terroristi che nel frattempo si erano barricati nella cabina di pilotaggio; i dirottatori consapevoli di aver fallito il loro piano decisero di lanciare l'aereo in picchiata facendolo schiantare alle 10:03 al suolo nei pressi di Shanksville in Pennsylvania. 

### Dopo gli attentati
In seguito agli attentati LeRoy ricevette numerosissimi premi e onorificenze, il primo fra tutti quello dell'uguaglianza Razziale. Sua moglie Melodie per onorare il marito fondò la LeRoy W. Homer Jr. Foundation che da borse di studio nel campo dell'aviazione. Quando venne costruito il National 9/11 Memorial, LeRoy venne commemorato nella South Pool sul pannello s-67 insieme a tutti i passeggeri e l'equipaggio del volo 93.

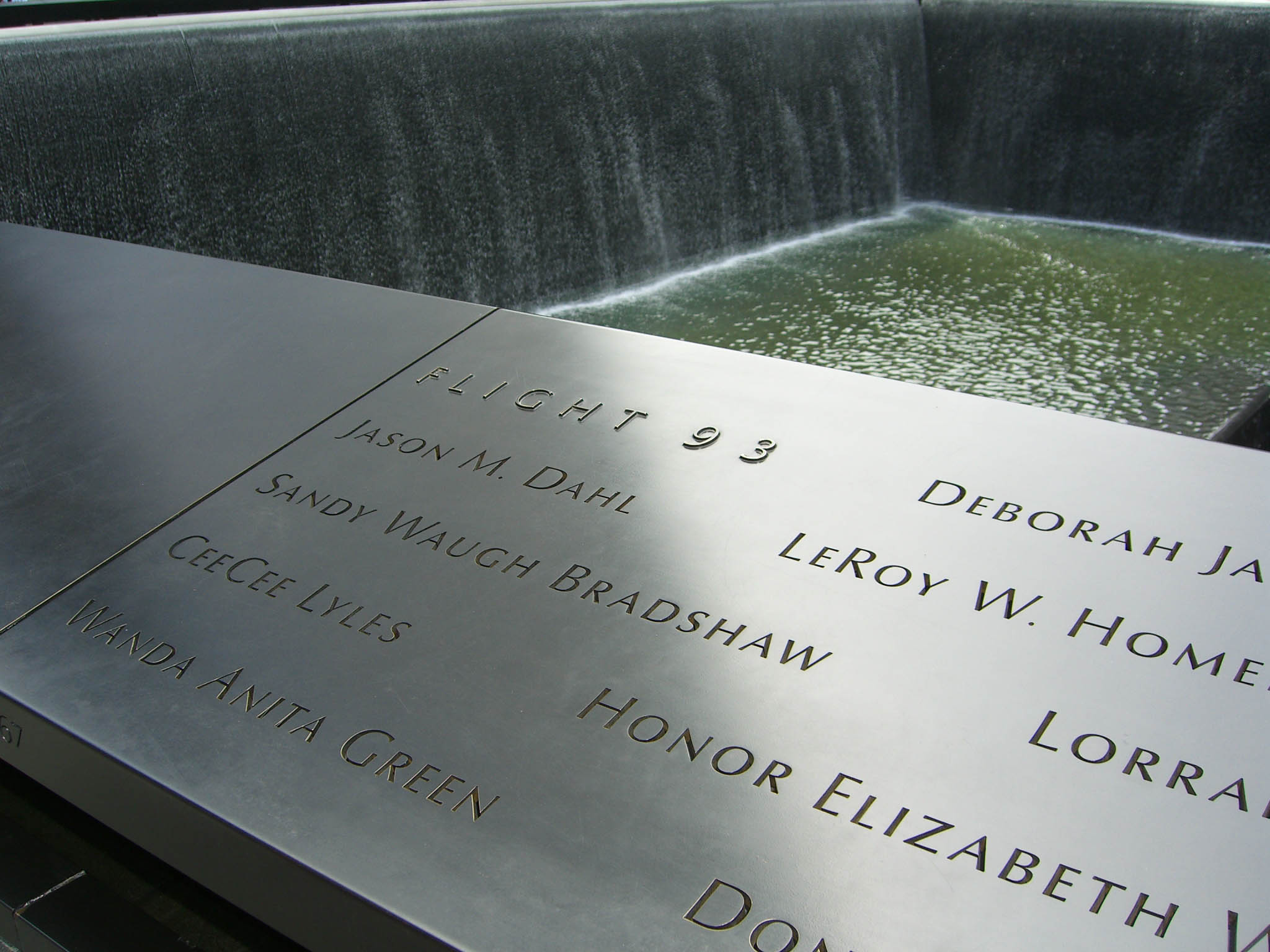
Il nome di LeRoy nel secondo rigo in alto a destra, inciso al National September 11 Memorial & Museum, che commemora le vittime dell'11 settembre.